# 메시에 32
M32(NGC 221)는 안드로메다자리에 있는 왜소 타원 은하이며 안드로메다 은하(M31)의 위성 은하이다. 1749년 Le Gentil에 의해 발견되었다.

## 거리
M32는 지구에서 약 258±8만 광년 떨어져 있다. 겉보기 등급은 +9등급, 시직경은 약 8.7× 6.5분으로 크기는 약 6,500 광년으로 작은 편이다. 후퇴 속도는 약 -200±6km/s이다. 대부분의 타원 은하와 마찬가지로, 가스나 먼지가 없는, 늙은 붉고 노란 별들로 이루어져있다.

## 형성 과정
M32의 형성 과정은 일반적인 은하 생성 모델로는 설명하기 어렵다. 최근 시뮬레이션 결과에 따르면, 안드로메다 은하의 강력한 조석력에 의해 나선 은하에서 타원 은하로 변하였다는 주장이 있다.

## 같이 보기
- 메시에 천체 목록